# Куб 2: Гіперкуб
«Куб 2: Гіперкуб» (англ. Cube 2: Hypercube) — фантастичний фільм, продовження фільму «Куб».

## Сюжет
Вісім незнайомих людей прокидаються в кімнатах, що мають форму куба. Кімнати знаходяться всередині  чотиривимірного гіперкуба. Кімнати постійно переміщаються шляхом "квантової телепортації", і якщо перелізти в сусідню кімнату, то повернутися в колишню вже малоймовірно. У гіперкубі перетинаються паралельні світи, час у деяких кімнатах тече по-різному, і деякі кімнати є смертельними пастками.
Сюжетно картина багато в чому повторює історію першої частини, що також відбивається і на образах деяких персонажів.

## У ролях
- Кері Матчетт
- Джерент Уін
- Дейвіс Грейс
- Лінн Канг
- Метью Фергюсон
- Ніл Кроун
- Барбара Гордон
- Ліндсі Коннелл
- Грір Кент
- Брюс Греей
- Філіп Акін

## Цікаві факти
У кімнатах гіперкуба гине нобелівський лауреат Розенцвейг, який розрахував точний час знищення гіперкуба.